# Prasinocyma nivisparsa
Prasinocyma nivisparsa là một loài bướm đêm trong họ Geometridae.